# Urera ovatifolia
Urera ovatifolia är en nässelväxtart som beskrevs av Ignatz Urban. Urera ovatifolia ingår i släktet Urera och familjen nässelväxter. Inga underarter finns listade i Catalogue of Life.